# Oxcombe
Oxcombe – wieś w Anglii, w Lincolnshire, w dystrykcie East Lindsey, w civil parish Maidenwell. W 1931 roku civil parish liczyła 47 mieszkańców. Oxcombe jest wspomniana w Domesday Book (1086) jako Oxecume/Oxetune.